# 賈斯汀·威爾森 (賽車手)
賈斯汀·威爾森（英語：Justin Wilson，1978年7月31日—2015年8月24日），英國藉職業開輪式賽車選手，曾經參與一級方程式、24小時戴通納、電動方程式等賽事，是迄今身材最高的一級方程式車手。
2015年8月23日，賈斯汀出賽印第賽車系列賽期間，在波科諾賽道遇到意外，被前車的碎片擊中頭盔，受到創傷性腦損傷，延至翌日離世，享年37歲。

## 外部連結
- 官方网站
- 賈斯汀·威爾森 在DriverDB.com上的职业生涯数据（英文）
- Justin Wilson Investors Club